# دیافونم
دیافونم یا دیافون (به انگلیسی: Diaphoneme) در زبان‌شناسی به یک واحد مجرد آواشناسی گفته می‌شود که به واریته‌های مختلف شیوه ادای یک یا چند آوا در یک کلمه بر مبنای لهجه‌های مختلف می‌پردازد.